# Don't Look Up
Don't Look Up is een Amerikaanse satirische sciencefictionfilm uit 2021, geschreven en geregisseerd door Adam McKay. De film beschikt over een ensemblecast bestaande uit onder meer Leonardo DiCaprio, Jennifer Lawrence, Meryl Streep, Cate Blanchett en Rob Morgan.

## Verhaal
Kate Dibiasky, een laatstejaarsstudente astronomie aan de Michigan State University die met de Subaru-telescoop werkt, ontdekt een voorheen onbekende komeet net binnen de baan van Jupiter op 4,6 au van de zon. Haar professor Dr. Randall Mindy berekent dat de komeet over ongeveer zes maanden zal inslaan op de Aarde, waarbij alle leven vernietigd zal worden, zoals intern wordt bevestigd door NASA. Vergezeld door dr. Teddy Oglethorpe, het hoofd van NASA's Planetary Defense Coordination Office, presenteren Dibiasky en Mindy hun bevindingen aan het Witte Huis. Ze worden met apathie begroet door president Janie Orlean en haar zoon, stafchef Jason.
Oglethorpe dringt er bij Dibiasky en Mindy op aan het nieuws naar de media te lekken, en dat doen ze in een ochtendtalkshow. Wanneer presentatoren Jack Bremmer en Brie Evantee het onderwerp lichtzinnig behandelen, verliest Dibiasky haar kalmte en begint ze tekeer te gaan over de dreiging, wat leidt tot wijdverbreide online spot. Dibiasky's vriend Phillip hekelt haar publiekelijk, terwijl Mindy publieke goedkeuring krijgt voor zijn mooie uiterlijk. Het feitelijke nieuws over de dreiging van de komeet krijgt weinig publieke aandacht en wordt ontkend door dr. Jocelyn Calder, directeur van NASA, die een topsponsor was van Orlean's campagne zonder achtergrond in astronomie. Wanneer Orlean betrokken geraakt bij een seksschandaal met haar kandidaat voor het Hooggerechtshof, leidt ze de aandacht af en verbetert ze haar waardering bij de kiezers door de dreiging van de komeet te bevestigen en een groots project aan te kondigen om de komeet aan te vallen en de baan om te leiden met behulp van kernwapens.
De missie wordt met succes gelanceerd, maar Orlean breekt hem abrupt af wanneer Peter Isherwell, de miljardair-CEO van technologiebedrijf BASH en een andere topsponsor, ontdekt dat de komeet biljoenen dollars aan zeldzame elementen bevat die zeldzaam zijn op Aarde. Het Witte Huis stemt ermee in de komeet commercieel te exploiteren door hem te fragmenteren en uit de oceaan te halen met behulp van nieuwe technologie die is voorgesteld door de Nobelprijswinnaars van BASH, in een schema dat geen wetenschappelijke peerreview heeft ondergaan. Het Witte Huis zet Dibiasky en Oglethorpe aan de kant terwijl ze Mindy inhuren als National Science Advisor om hem te coöpteren. Dibiasky probeert de publieke oppositie tegen het plan te mobiliseren, maar geeft het op onder bedreiging van de regering van Orlean. Mindy wordt een prominente publieke stem die pleit voor de commerciële kansen van de komeet en begint een affaire met Evantee.
De wereldopinie is verdeeld onder degenen die de vernietiging van de komeet eisen, degenen die de paniek afwijzen en geloven dat het delven van de komeet nieuwe banen zal creëren en degenen die ontkennen dat de komeet zelfs maar bestaat. Dibiasky keert terug naar huis in Illinois en begint een fatalistische relatie met Yule, een winkeldief die ze ontmoet op haar nieuwe baan als kassierster. Nadat Mindy's vrouw June hem confronteert met zijn ontrouw, keert ze terug naar Michigan zonder hem. Mindy vraagt Isherwell of zijn technologie in staat zal zijn om de komeet uit elkaar te halen, wat de miljardair boos maakt. Isherwell onthult dat zijn bedrijf zulke geavanceerde technologie heeft dat ze elk moment van iemands leven tot aan hun dood kunnen plotten, en zelfs nauwkeurig kunnen voorspellen wanneer en hoe iemand zal sterven. Vervolgens vertelt hij Mindy dat zijn dood een van de vele zal zijn die niet herinnerd zullen worden, en dat hij alleen zal sterven. Isherwell onthult later aan Orleans dat ze zal worden gedood door iets dat een "Bronteroc" wordt genoemd, wat niet logisch is voor zijn wetenschappers. Mindy, die boos en gefrustreerd wordt door de opstelling van de regering, bekritiseert Orlean live op televisie omdat ze de naderende apocalyps bagatelliseert en hij trekt de onverschilligheid van de mensheid in twijfel.
Afgesneden van de regering verzoent Mindy zich met Dibiasky wanneer de komeet zichtbaar wordt vanaf de Aarde. Mindy, Dibiasky en Oglethorpe organiseren een protestcampagne op sociale media tegen Orlean en BASH met de slogan "Just Look Up" en roepen andere landen op om zelf onderscheppingsoperaties uit te voeren. China, India en Rusland worden uitgesloten van de exploitatie-overeenkomst, dus bereiden ze een gezamenlijke poging voor om de komeet af te buigen. Een explosie tijdens de lancering vernietigt hun ruimtevaartuig, waardoor Mindy radeloos achterblijft. De poging van BASH om de komeet uit elkaar te halen gaat ook mis, en iedereen realiseert zich dat de mensheid gedoemd is tot de ondergang.
Isherwell, Orlean en anderen in hun elite-kring gaan aan boord van een slaapruimteschip dat is ontworpen om een aardachtige planeet te vinden, waarbij ze onbedoeld Jason achterlaten. Orlean biedt Mindy twee plaatsen op het schip aan, maar hij weigert en kiest ervoor om een laatste avond door te brengen met zijn gezin, Dibiasky, Oglethorpe en Yule. Zoals verwacht slaat de komeet in op de Aarde, wat een wereldwijde ramp en een algemene uitsterving veroorzaakt. De voorspelling over Mindy's eenzame dood komt niet uit.
In het midden van de aftiteling landen 22.740 jaar later de 2000 mensen die de Aarde verlieten voordat de komeet insloeg op een weelderige buitenaardse planeet, waar ze hun cryogene slaap beëindigen. Ze verlaten naakt hun ruimtevaartuig, terwijl ze de bewoonbare wereld bewonderen. Orlean wordt plotseling gedood door een groot vogelachtig wezen dat ze probeert te aaien, wat Isherwell ertoe brengt aan te nemen dat het een Bronteroc is. Vervolgens raadt hij iedereen aan de naderende Bronterocs niet te aaien.
Een scène na de aftiteling toont Jason die uit het puin tevoorschijn komt, om zijn moeder roept en iets probeert te posten op sociale media met zijn telefoon.

## Rolverdeling
| Acteur                | Personage                      | Nederlandse stem      |
| --------------------- | ------------------------------ | --------------------- |
| Leonardo DiCaprio     | Dr. Randall Mindy              | Alexander de Bruijn   |
| Jennifer Lawrence     | Kate Dibiasky                  | Jeske van de Staak    |
| Rob Morgan            | Dr. Clayton "Teddy" Oglethorpe | Edwin Jonker          |
| Cate Blanchett        | Brie Evantee                   | Lottie Hellingman     |
| Meryl Streep          | President Janie Orlean         | Hymke de Vries        |
| Jonah Hill            | Stafchef Jason Orlean          | Joey Schalker         |
| Mark Rylance          | Peter Isherwell                | Ad Knippels           |
| Tyler Perry           | Jack Bremmer                   | Werner Kolf           |
| Timothée Chalamet     | Yule/Quentin                   | Enzo Coenen           |
| Ron Perlman           | Kolonel Benedict Drask         | Simon Zwiers          |
| Ariana Grande         | Riley Bina                     | Stephanie van Rooijen |
| Kid Cudi              | DJ Chello                      |                       |
| Himesh Patel          | Phillip Kaj                    | Roben Mitchell        |
| Melanie Lynskey       | June Mindy                     | Leonoor Koster        |
| Michael Chiklis       | Dan Pawketty                   |                       |
| Tomer Sisley          | Adul Grelio                    | Rutger Le Poole       |
| Paul Guilfoyle        | Generaal Stuart Themes         | Fred Meijer           |
| Robert Joy            | Congreslid Tenant              |                       |
| Robert Hurst Radochia | Evan Mindy                     | Stephan Holwerda      |
| Conor Sweeney         | Marshall Mindy                 | Dorian Bindels        |
| Hettienne Park        | Dr. Jocelyn Calder             | Cystine Carreon       |
| Liev Schreiber        | BASH-verteller                 |                       |
| Ashleigh Banfield     | Dalia Hensfield                |                       |
| Sarah Silverman       | Sarah Benterman                |                       |
| Chris Evans           | Devin Peters                   |                       |

## Productie
In februari 2020 raakte bekend dat regisseur Adam McKay en actrice Jennifer Lawrence de filmkomedie  Don't Look Up zouden maken voor streamingdienst Netflix. McKay en Lawrence hadden enkele jaren eerder ook al een poging ondernomen om samen een biografische film over Elizabeth Holmes, de controversiële oprichtster van het technologiebedrijf Theranos, te maken. Het satirisch script werd volgens McKay nog voor de uitbraak van de coronapandemie  geschreven, als een metafoor voor de opwarming van de Aarde. Desondanks bevat het verhaal volgens de regisseur ook opvallende gelijkenissen met de pandemie.
In mei 2020 werd Cate Blanchett aan de cast toegevoegd en raakte bekend dat ook Leonardo DiCaprio overwoog om in de film mee te spelen. Drie maanden later raakte de casting van Rob Morgan bekend. In oktober 2020 werd de casting van DiCaprio bevestigd en werd ook de rest van cast onthuld.
Plannen om in april 2020 aan de opnamen te beginnen, werden vanwege de coronapandemie uitgesteld. De opnamen gingen uiteindelijk pas midden november 2020 van start in Boston (Massachusetts). Er werd onder meer gefilmd op het slagschip USS Massachusetts in Battleship Cove (Fall River). Midden februari 2021 werden de opnamen afgerond.

## Release
De film ging in première op 5 december 2021 in New York. Don't Look Up kreeg een beperkte Amerikaanse bioscooprelease op 10 december 2021 en verscheen 24 december 2021 op de streamingdienst Netflix.

## Symboliek
De film gaat over een dreiging die door media en politici niet ernstig genomen wordt. Voor velen staat deze dreiging, in dit geval een aanstormende komeet, symbool voor de klimaatcrisis. In het teken van deze film werden de klimaatmarsen in Frankrijk op zaterdag 12 maart 2022, met 80.000 deelnemers op 135 plaatsen, Look Up genoemd.
In het begin van de film is de rugzijde van het boek te zien van I.S. Shklovsky the life in the universe. Het liedje dat Kate aan het begin van de film neuriet  is van de rapgroep Wu-Tang Clan, getiteld Wu-Tang Clan Ain't Nuthing Ta F' Wit.